# Gleislose Bahn Hermannstadt
| Wagen 1 |        |                                     |                                     |
| Streckenlänge: | 2,3 km |                                     |                                     |
| |        |                                     |                                     |
| \| \| 0,0 \| Bahnhof / Gara \| Bahnhof / Gara \| \| \| 0,8 \| Großer Ring / Piața Mare \| Großer Ring / Piața Mare \| \| \| 1,5 \| Hermannsplatz / Piața Unirii \| Hermannsplatz / Piața Unirii \| \| \| 2,3 \| Schewisgasse / Bulevardul Victoriei \| Schewisgasse / Bulevardul Victoriei \| |        |                                     |                                     |
| U-Bahn-Kopfbahnhof Streckenanfang (Strecke außer Betrieb) | 0,0    | Bahnhof / Gara                      | Bahnhof / Gara                      |
| U-Bahn-Haltepunkt / Haltestelle (Strecke außer Betrieb) | 0,8    | Großer Ring / Piața Mare            | Großer Ring / Piața Mare            |
| U-Bahn-Haltepunkt / Haltestelle (Strecke außer Betrieb) | 1,5    | Hermannsplatz / Piața Unirii        | Hermannsplatz / Piața Unirii        |
| U-Bahn-Kopfbahnhof Streckenende (Strecke außer Betrieb) | 2,3    | Schewisgasse / Bulevardul Victoriei | Schewisgasse / Bulevardul Victoriei |

Die Gleislose Bahn Hermannstadt ist ein ehemaliger Oberleitungsbus-Betrieb – im deutschen Sprachraum damals noch Gleislose Bahn genannt – in Hermannstadt (ungarisch Nagyszeben) in Siebenbürgen im damaligen Österreich-Ungarn, heute Sibiu in Rumänien.

## Beschreibung
Die 2,3 Kilometer lange Strecke verband den Bahnhof mit dem Erlenpark, rumänisch Parcul sub Arini. Die Gleislose Bahn durchquerte die historische Altstadt Hermannstadts – die sogenannte Oberstadt – und endete in der Schewisgasse, dem heutigen Bulevardul Victoriei. Die Endhaltestelle befand sich beim Parkeingang, das heißt etwa beim heutigen Schwimmbad Bazinul Olimpia.
Erbaut und betrieben wurde die Bahn nach dem seltenen System Stoll des deutschen Unternehmers Carl Stoll aus Dresden. Eine Besonderheit der Stoll-Fahrzeuge war der Aufbau nach dem Prinzip eines Sattelschleppers. Auch die vier auf der hier behandelten Strecke eingesetzten Fahrzeuge verfügten somit über eine zweiachsige Antriebseinheit, auf welche ein einachsiger Nachläufer aufgesetzt wurde.
Insgesamt existierten nur vier Anlagen nach diesem System, neben der hier behandelten Strecke waren dies die Dresdner Haide-Bahn, die ebenfalls ungarische Gleislose Bahn Poprád–Ótátrafüred in der Hohen Tatra – sie wurde nur zwei Tage vor dem Betrieb in Hermannstadt eröffnet – sowie die Gleislose Bahn Niederschöneweide–Johannisthal bei Berlin.

## Geschichte
Die Hermannstädter Anlage wurde am 4. August 1904 eröffnet und musste wegen technischer Schwierigkeiten schon am 18. Oktober des gleichen Jahres wieder eingestellt werden. Ausschlaggebend war ein durch einen Kurzschluss ausgelöster Wagenbrand. Doch bereits zuvor gab es Fahrzeugprobleme, außerdem kam es mit dem einsetzenden Herbst zu Problemen auf den rutschigen Fahrbahnen, insbesondere auf den Steigungsstrecken. Dies führte unter anderem zu zwei schweren Unfällen. Sie war der erste Obus-Betrieb in Siebenbürgen, der zweite im Königreich Ungarn und der erste auf dem Gebiet des heutigen Rumänien.
Ersetzt wurde die Gleislose Bahn letztlich durch die am 8. September 1905 eröffnete Straßenbahn Hermannstadt, die auf gleicher Strecke ebenfalls den Bahnhof mit dem Erlenpark verband. Unabhängig davon betrieb der heutige Verkehrsbetrieb Tursib in Sibiu vom 17. August 1983 bis zum 14. November 2009 auch einen neuzeitlichen Trolleybus-Betrieb.

## Bildergalerie

Das Patent von Carl Stoll
Einer der Wagen bei einem Wendevorgang
Vor dem Bahnhof
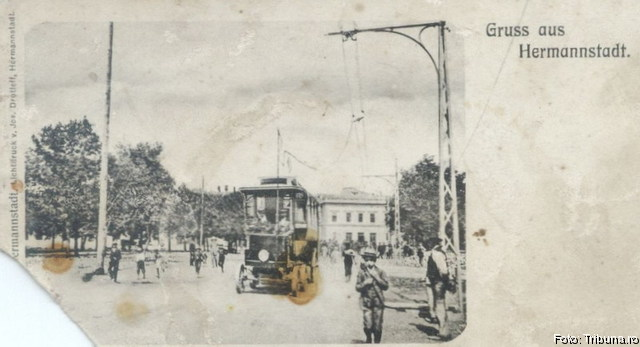
Die Gleislose Bahn auf einer zeitgenössischen Ansichtskarte